# Michael Corleone
Michael Corleone (1920. december 25. – 1997. december 29.) egy kitalált szereplő Mario Puzo A keresztapa című regényében és az abból készült filmtrilógiában. A filmvásznon Al Pacino alakítja.

## Jellemformálódás
Michael a Corleone család legifjabb sarja. Mindig is távol szeretett volna lenni a családja kétes üzleteitől, ezért főiskolára ment, majd 1941-ben harcolt a második világháborúban a csendes-óceáni hadszíntéren.  A háború végeztével hősként tért vissza.  Ezután ismerkedett meg későbbi feleségével, Kay Adams-szel. Minden igyekezete ellenére sem tudott kimaradni a családja ügyleteiből. Amikor az apja ellen sikertelen merényletet követtek el, Michael egy incidens miatt vállalta, hogy végez a merénylet mögött álló Virgil Sollozóval, a Törökkel, valamint a korrupt rendőr McCluskey századossal. A gyilkosság után a felelősségre vonás elől Szicíliába menekül, ahol apja szülőfalujában, Corleonéban rejtőzködik a helyi don és jóbarát, Don Tommasino védelme alatt. Itt ismeri meg Apollonia Vitellit, akivel össze is házasodik, de a fiatal nőt egy autóba rejtett pokolgép megöli.
Két évvel később tér vissza New Yorkba. Ekkor már aktívan részt vesz a család ügyeiben. Erről Kay mit sem tud. Nem sokkal visszaérkezése után össze is házasodnak (de első feleségéről semmit nem mesél).  Apja 1955-ös halála után ő lesz az új Don, és megpróbálja a család ügyeit törvényes útra terelni.  Nevadába költözteti a vállalkozásokat, kaszinókat vásárol. De mielőtt ez megtörtént volna, bosszút áll a család összes rosszakaróján: sorra megöleti azokat, akik keresztbe tettek neki vagy a családjának.

## A hatalom csúcsán
A törvénytelen üzleteket Peter Clemenza vitte tovább New Yorkban, míg az egész Corleone-család Nevadába költözött. A törvényes útra terelést azonban többen megakadályozzák. Hyman Roth, egy rivális keresztapa, megkörnyékezi Michael bátyját, Fredót, hogy árulja el őt. Fredo megadja a kívánt információkat, ezután Michael Lake Tahoe-i otthonában merényletet követnek el ellene fiának, Anthonynak az elsőáldozásának a napján. Michael keresi, ki lehetett, aki parancsot adott erre. Időközben Kubában próbál meg jól jövedelmező üzletet kötni, ám a forradalom közbeszól. Ekkor jön rá Fredo árulására is. Megszakít bátyjával minden kapcsolatot. Időközben Kay is elköltözik tőle, mert nem tudja tovább elviselni, hogy egy gengszter a férje. Édesanyja halála után Michael parancsot ad Fredo meggyilkolására. Ez a döntése egész életében kísértette őt.

## Vezeklés a bűnökért
Ezután Michael elhagyta Lake Tahoe-i birtokát és visszaköltözött New Yorkba. Létrehozta a Vito Corleone alapítványt, és továbbra is azon munkálkodott, hogy vállalkozásait törvényes útra terelje. A  katolikus egyház jótékonykodásai miatt a Szent Sebestyén-rend keresztjével tünteti ki. Az esemény után a tiszteletére rendezett ünnepségen megjelenik Kay is, valamint a lánya, Mary, és a fia, Anthony, aki az énekesi karrierért feladja a jogi egyetemet. Apja neheztel rá a döntése miatt, de beleegyezik Kay nyomására. A partin megjelenik Vincent Mancini is, Sonny Corleone törvénytelen fia, aki segítséget kér a Keresztapától, mivel összetűzésbe keveredett Joey Zasával, aki a Corleone család által hátrahagyott törvénytelen üzletet vezeti. Vincent és Zasa összetűzésbe keverednek Michael szobájában. Ezután Vincent felajánlja szolgálatait Michaelnek, aki a szárnyai alá veszi őt. Michael eközben a Vatikán részesedését szeretné kivásárolni az Immobiliare nevű cégből. Ez az üzlet mindennél fontosabb lenne, ám a korrupt vatikáni bankárok mereven ellenzik a tervet. Don Altobello, egy öreg maffiózó közli Michael-lel, hogy régi partnerei szeretnének beszállni az üzletbe, hogy ott mossák tisztára a pénzüket. Michael ellenzi az ötletet, de később mégis összehív egy találkozót Atlantic Citybe. Zasát kihagyja terveiből, mire ő feldühödve távozik, az ellenségének kikiáltva Michaelt. Percekkel később egy helikopter jelenik meg az épület felett, és tüzet nyit a tetőablakra. Majdnem minden jelenlévő meghal, de Michaelt Vincent ki tudja menekíteni. Még aznap este diabetikus rohamot kap, kórházba kell őt szállítani. Eközben Vincent és Michael lánya, Mary között szerelem bontakozik ki, annak ellenére, hogy unokatestvérek. Vincent bosszút forral Zasa ellen, melynek végén meg is öli őt. Michael ezt hallván haragra gerjed. Megtiltja Vincentnek és Marynek, hogy találkozzanak. A család Szicíliába megy, hogy megnézzék Anthony fellépését az operában, és hogy megkössék a Vatikánnal az üzletet. Olasz földön Michael arra kéri Vincentet, hogy színleljen árulást Don Altobello előtt, mert rá gyanakszik a gyilkosságokkal kapcsolatban. Altobello elhiszi a mesét, és megismerteti Vincentet Licio Lucchesivel, aki az események mögött áll. Mindeközben Michael meggyónja egy papnak bűneit (a későbbi I. János Pálnak). Kay is Szicíliába érkezik, ahol Michael körbevezeti őt, és a bocsánatáért könyörög. Kiderül, hogy még mindig szeretik egymást. Ám ekkor rossz hírek érkeztek: Michael öreg barátja, Don Tommasino halott: újra kezdődnek a leszámolások. Mindeközben a Vatikánban megválasztják I. János Pált, aki hajlandó az Immobiliare-üzletbe belemenni. Vincent elmondja Michaelnek, hogy bérgyilkosokat béreltek fel, hogy eltegyék őt láb alól. Vincent visszavágna, de Michael figyelmezteti, hogy ha egyszer belekezdenek, nincs visszaút. Mivel ő már úgy érzi, erre nem képes, ezért átadja Vincentnek a bosszú beteljesítésének jogát, egyben megteszi őt az új Keresztapának. Ezért cserébe csak annyit kér, hogy hagyja békén Maryt. Ezután Palermóba utazik a család Anthony fellépésére. Miután a merénylők megmérgezik a pápát, már csak Michaelt kell eltüntetni az útból. Bár végül sorra leszámolnak velük, egy mesterlövész mégis bejut az operába, ahol előadás közben akar végezni Michaellel. Ez nem sikerül neki, de az előadás végén, a nagy kavarodásban tüzet nyit. Azonban nem Michaelt, hanem lányát, Maryt sebzi halálra a két golyó. Michael a fájdalomtól szinte eszét veszti. Már nem érdeklik a család ügyei, de elege lett az életből is. Öregen és magányosan halt meg szicíliai kertjében egy stroke következtében.

### Családtagok
- Vito Corleone – Apa; játssza Marlon Brando és Robert De Niro
- Carmella Corleone – Anya; játssza Morgana King
- Tom Hagen – Örökbefogadott testvér és Consigliere; játssza Robert Duvall
- Santino 'Sonny' Corleone – Michael bátyja; játssza James Caan
- Costanza 'Connie' Corleone-Rizzi – Testvér; játssza Talia Shire
- Fredo Corleone – Michael bátyja; játssza John Cazale
- Apollonia Vitelli-Corleone – Első feleség, játssza Simonetta Stefanelli
- Kay Adams – Második feleség; játssza Diane Keaton
- Anthony Corleone – Michael fia; játssza Anthony Gounaris, James Gounaris, és Franc D'Ambrosio
- Mary Corleone – Michael lánya; játssza Sofia Coppola
- Vincent 'Vinnie' Mancini-Corleone – Unokaöcs; játssza Andy Garcia.

## Külső hivatkozások
- Michael Corleone Archiválva 2010. július 30-i dátummal a Wayback Machine-ben